# Benedict (månekrater)
Benedict er et lille skålformet nedslagskrater på Månen. Det befinder sig nær ækvator på Månens bagside og er opkaldt efter den amerikanske ernæringsekspert Francis G. Benedict (1870 – 1957).
Navnet blev officielt tildelt af den Internationale Astronomiske Union (IAU) i 1976. 
Krateret observeredes første gang i 1965 af den sovjetiske rumsonde Zond 3.

## Omgivelser
Benedictlkrateret ligger på kraterbunden i det store bjergomgivne bassin Mendeleev. 

## Karakteristika
Krateret er cirkulært uden tegn på nedslidning. Midt i de skrånende indre vægge er der en lille central kraterbund. De indre vægges højere albedo i forhold til det omgivende terræn antyder, at krateret er relativt ungt.

## Måneatlas
- Billeder af Benedictkrateret i LPI-måneatlasset